# 迪特勒染色

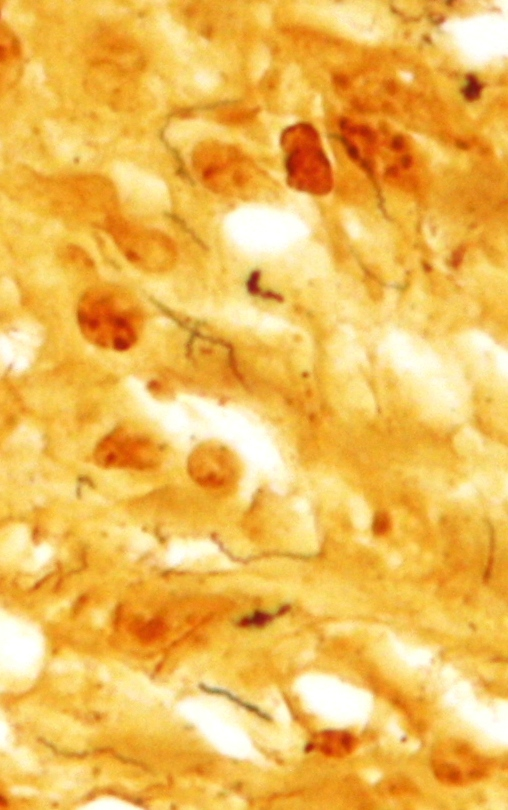
使用迪特勒染色的組織，梅毒螺旋體被染成了黑色，而背景則是黃色

迪特勒染色（Dieterle stain）是微生物學中的一種染色手段，屬於一種銀染法的變體，染色劑爲硝酸銀，可以將目標微生物染成深棕色、黑色或灰色，而背景則是黃色。該方法可以對引發貓抓病的漢氏巴爾通體（Bartonella henselae）、引發梅毒的梅毒螺旋體（Treponema pallidum）進行染色。較新的研究發現，該染色對結核分枝桿菌（Mycobacterium tuberculosis）也是有效的。